# Kunstkammer (Sankt Petersburg)

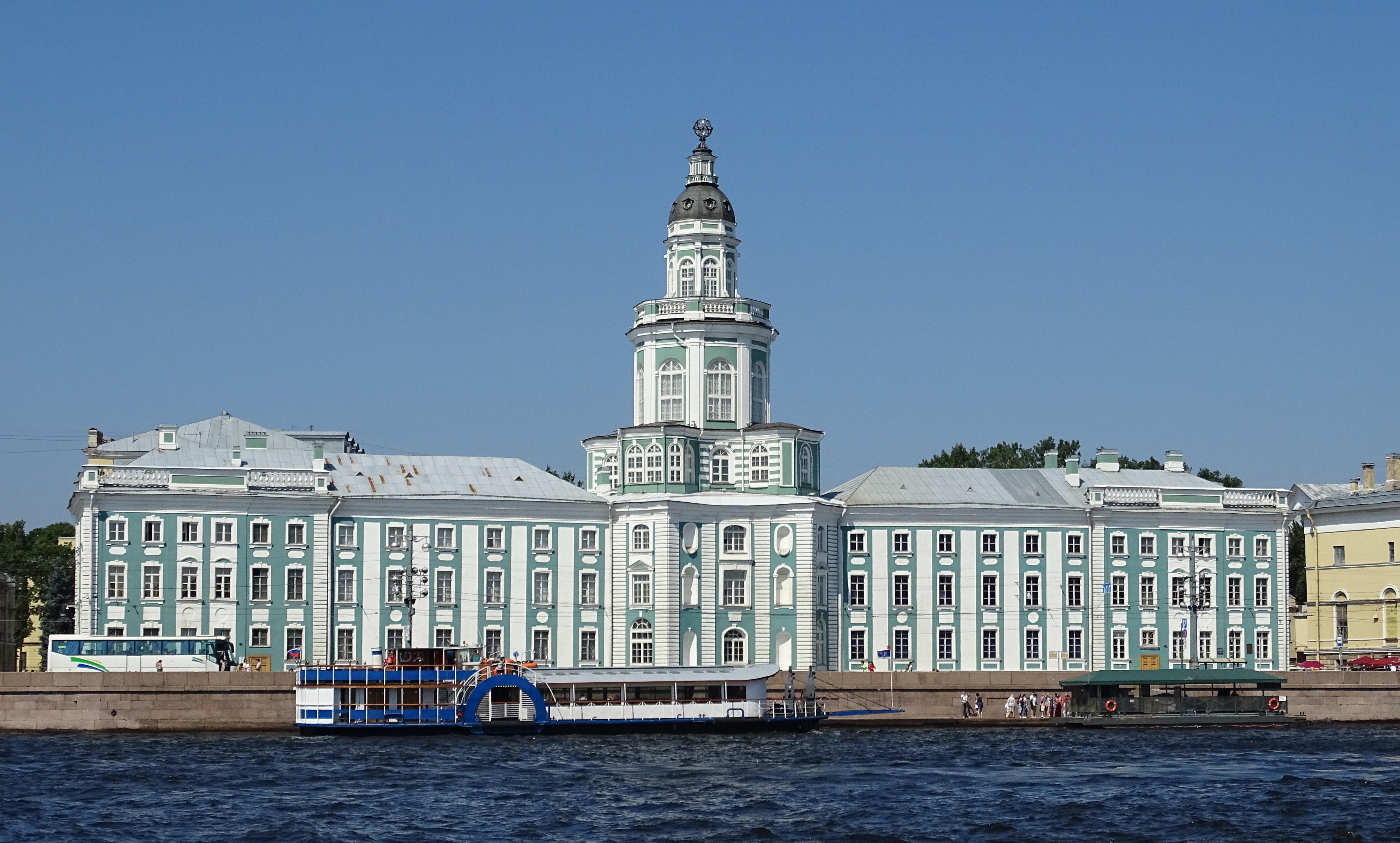
Im 1734 erbauten barocken Palast ist bis heute die Petersburger Kunstkammer untergebracht.

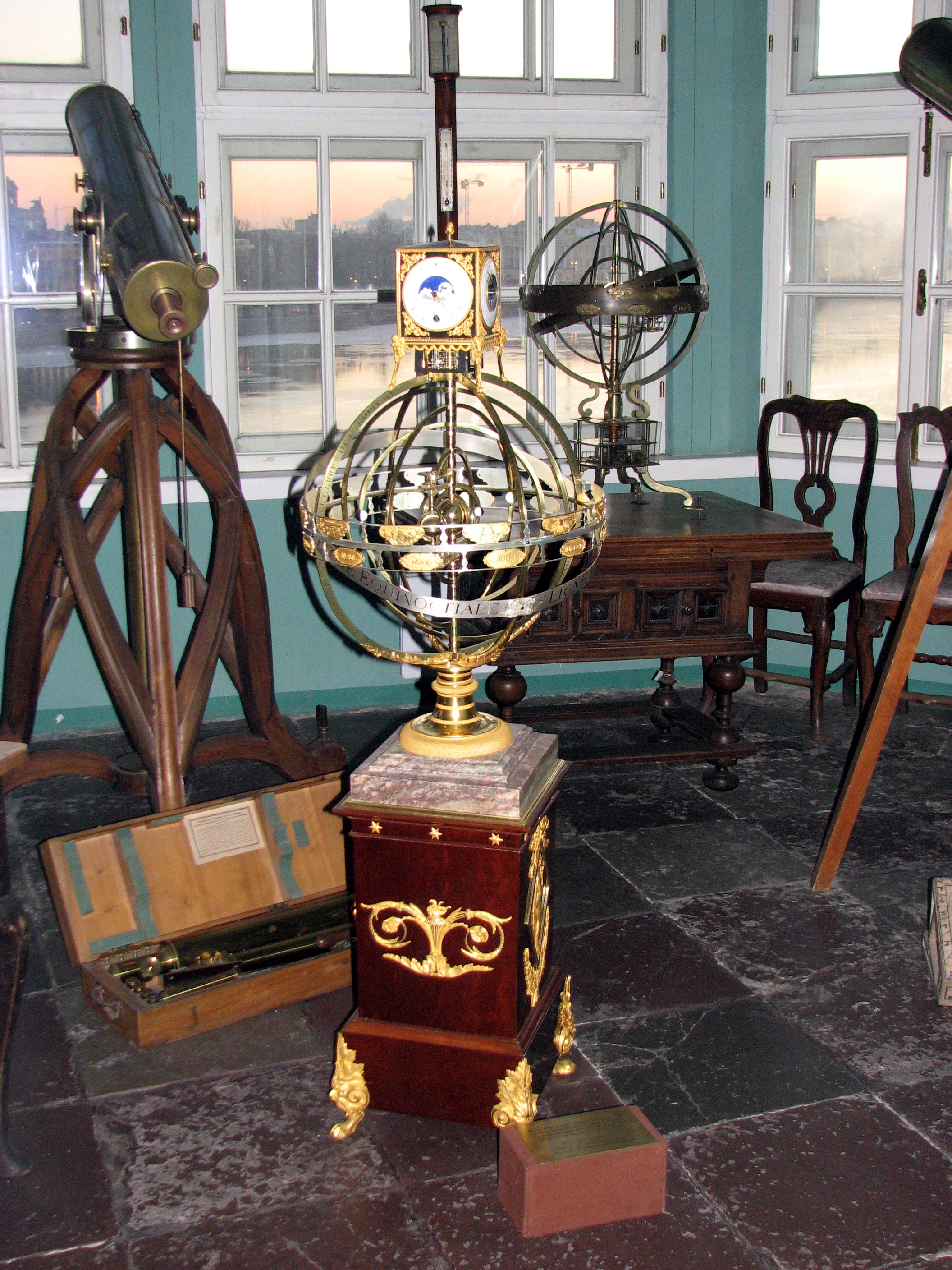
Astronomische Geräte aus dem ersten Observatorium der Akademie der Wissenschaften in der Kunstkammer. In der Mitte: Armillarsphäre, 18. Jh.

Die Kunstkammer (russisch Кунсткамера ‚Kunstkamera‘) ist ein Museum in Sankt Petersburg. Seine Bestände zählen zu den vollständigsten anthropologischen und völkerkundlichen Sammlungen der Welt.

## Geschichte
Die Kunstkammer war das erste Museum in Russland, hervorgegangen aus den Privatsammlungen von Zar Peter I. Sie wurde als Wunderkammer angelegt und zum ersten Mal öffentlich zugänglich gemacht, als sie 1719 aus dem Sommer-Palais Peters des Großen in den Kikin-Palast überführt worden war. Schon damals bestand sie nicht nur aus den anatomischen Abnormitäten, vor denen sich noch heute die Betrachter gruseln. Zwar hatte Peter schon 1704 die Hebammen verpflichtet, Fehlgeburten als medizinisches Anschauungsmaterial in die Hauptstadt bringen zu lassen, wo sie als Präparate in der Apotheken-Kanzlei aufbewahrt wurde. Doch wurde die Sammlung bald erweitert durch Kollektionen von ausgestopften Tieren, Mineralien, Gemmen, wissenschaftlichen Instrumenten und Kuriositäten. 1716–1717 wurden aus Amsterdam die Sammlungen des Pharmakologen Albertus Seba und die des Anatomen Frederik Ruyschs erworben. Alles wurde in systematischer Ordnung aufgestellt und zielgerichtet erweitert. Peter der Große wollte seiner Bevölkerung (oder doch wenigstens dem adligen und bürgerlichen Teil derselben) den Geist der europäischen Wissenschaft näher bringen. Deswegen war der Eintritt nicht nur umsonst, sondern als Anreiz erhielt „jeder Gast eine kleine Erfrischung, die Herren ein Wasserglas Wodka, die Damen eine Tasse Tee mit Zuckerbrot“.
Den von dem deutschen Architekten Georg Johann Mattarnovi ab 1718 im Stil des „Petersburger Barock“ errichteten markanten Neubau der Kunstkammer am Ufer der Newa gegenüber dem Winterpalast bezog zunächst die 1724 gegründete Akademie der Wissenschaften St. Petersburg, der die Sammlungen der Kunstkammer angeschlossen wurden. Im Turmzimmer versammelte sich im 18. Jahrhundert regelmäßig das Präsidium.
Nach endgültiger Fertigstellung des Gebäudes im Jahr 1727 wurde auch das Museum für das Publikum eröffnet.
Auch wenn, entsprechend dem Hauptinteresse Peters, in der Sammlung mehr naturalia (naturkundliche) als artificialia (von Menschen künstlich gefertigte) Gegenstände vertreten waren, stellt der im Turm ausgestellte Gottorfer Riesenglobus bis heute den Höhepunkt der Kunstkammer dar. Die Sammlung umfasste vor allem eine große Menge menschlicher und tierischer Föten mit anatomischen Abweichungen. Zu den Ausstellungsstücken gehören auch die in Alkohol konservierten Köpfe des Liebhabers von Katharina der Ersten, Willem Mons und seiner Schwester Anna Mons. Zeitweise lebten bis zu zehn missgebildete Menschen in den Räumen der Kunstkammer.
Das Museum enthält eine Gedenkstätte für Michail Lomonossow, den bedeutenden russischen Universalgelehrten, der hier von 1741 bis 1765 arbeitete.
Im 19. Jahrhundert wuchsen vor allem die ethnographischen Sammlungsbereiche.
Seit 1992 ist die Kunstkammer ein unabhängiges Museum und Forschungsinstitut innerhalb der Geschichtsabteilung der Russischen Akademie der Wissenschaften. Der vollständige Name lautet nunmehr: „Museum für Anthropologie und Ethnographie (Kunstkammer) namens Peter der Große der Russischen Akademie der Wissenschaften“ (Музей антропологии и этнографии (Кунсткамера) им. Петра Великого РАН).

## Direktoren des Museums für Anthropologie und Ethnographie
- Leopold von Schrenck (1879–1894)
- Wilhelm Radloff (1894–1918)
- Wilhelm Barthold (1918–1921)
- Jewfimij Karskij (1921–1930)
- Nikolai Matorin (1930–1933)
- Iwan Meschtschaninow (1934–1937)
- Nikolai Kisljakow (1945–1948)
- Rudolf Its (1982–1990)
- Nikolai Girenko (1991–1992)
- Alexander Mylnikow (1992–1997)
- Tschuner Taksami (1997–2001)
- Juri Tschistow (seit 2001)